# Seitevare
Seitevare kraftverk är ett vattenkraftverk i Blackälven, ett biflöde till Lilla Luleälv. Det har en effekt på 225 megawatt. Kraftverket ligger vid en plats som samerna kallar Heliga Fallet. Dammen, som är den näst högsta i Sverige med 106 m, dämmer upp sjön Tjaktjajaure, ett av Sveriges få flerårsmagasin, med en regleringsamplitud på 35 meter, mellan nivåerna +442 och +477. Dammen är en 1,3 kilometer lång stenfyllningsdamm.
Vid kraftverket inträffade 18 juni 1987 en incident i samband med en provkörning av turbinen, då vatten på grund av svallning gick bakvägen in i maskinsalen som delvis förstördes. Efter denna incident byggdes flera svenska bergrumsförlagda kraftverk om samt att säkerhetshöjande åtgärder genomfördes på de som var för dyra att bygga om.
Kraftverket byggdes av och ägs av Vattenfall AB.